# Нижня Жужманівка
Ни́жня Жужманівка —  село в Україні, у Козельщинській селищній громаді Кременчуцького району Полтавської області. Населення становить 121 осіб. До 2020 орган місцевого самоврядування — Солоницька сільська рада.

## Географія
Село Нижня Жужманівка знаходиться на відстані 0,5 км від сіл Солониця та Шевченки. Поруч проходить автомобільна дорога М22 (E577).

## Населення

### Мова
Розподіл населення за рідною мовою за даними перепису 2001 року:
| Мова       | Кількість | Відсоток |
| ---------- | --------- | -------- |
| українська | 110       | 90.91%   |
| російська  | 6         | 4.95%    |
| румунська  | 4         | 3.31%    |
| білоруська | 1         | 0.83%    |
| Усього     | 121       | 100%     |

## Історія
12 червня 2020 року, відповідно до розпорядження Кабінету Міністрів України № 721-р «Про визначення адміністративних центрів та затвердження територій територіальних громад Полтавської області», село увійшло до складу Козельщинської селищної громади.
19 липня 2020 року, в результаті адміністративно - територіальної реформи та ліквідації Козельщинського району, село увійшло до складу новоутвореного Кременчуцького району.